# Ukraina na Zimowych Igrzyskach Olimpijskich Młodzieży 2012
Ukrainę na Zimowych Igrzyskach Olimpijskich Młodzieży 2012, które odbywały się w Innsbrucku reprezentowało 23 zawodników.

## Skład kadry

### Biathlon
Chłopcy
| Zawodnik        | Konkurencja    | Finał   | Finał      | Finał |
| Zawodnik        | Konkurencja    | Czas    | Strzelanie | Poz.  |
| --------------- | -------------- | ------- | ---------- | ----- |
| Dmytro Ihnatyev | Sprint         | 21:39.9 | 3          | 22    |
| Dmytro Ihnatyev | Bieg pościgowy | 33:24.0 | 8          | 27    |
| Maksym Ivko     | Sprint         | 20:28.4 | 3          | 7     |
| Maksym Ivko     | Bieg pościgowy | 31:01.4 | 7          | 10    |

Dziewczęta
| Zawodnik              | Konkurencja    | Finał   | Finał      | Finał |
| Zawodnik              | Konkurencja    | Czas    | Strzelanie | Poz.  |
| --------------------- | -------------- | ------- | ---------- | ----- |
| Anastasiya Merkushyna | Sprint         | 19:01.7 | 3          | 13    |
| Anastasiya Merkushyna | Bieg pościgowy | 31:46.4 | 8          | 18    |
| Yuliya Zhuravok       | Sprint         | 19:23.1 | 2          | 18    |
| Yuliya Zhuravok       | Bieg pościgowy | 29:16.8 | 0          | 8     |

Składy mieszane
| Zawodnik                                                          | Konkurencja       | Finał     | Finał      | Finał |
| Zawodnik                                                          | Konkurencja       | Czas      | Strzelanie | Poz.  |
| ----------------------------------------------------------------- | ----------------- | --------- | ---------- | ----- |
| Yuliya Zhuravok Anastasiya Merkushyna Dmytro Ihnatyev Maksym Ivko | Sztafeta mieszana | 1:14:47.5 | 3+12       | 4     |

### Biegi narciarskie
Chłopcy
| Zawodnik           | Konkurencja   | Finał   | Finał |
| Zawodnik           | Konkurencja   | Czas    | Poz.  |
| ------------------ | ------------- | ------- | ----- |
| Oleksii Krasovskyi | Bieg na 10 km | 31:53.0 | 20    |

Dziewczęta
| Zawodnik         | Konkurencja  | Finał   | Finał |
| Zawodnik         | Konkurencja  | Czas    | Poz.  |
| ---------------- | ------------ | ------- | ----- |
| Oksana Shatalova | Bieg na 5 km | 16:22.0 | 15    |

Sprint
| Zawodnik           | Konkurencja | Kwalifikacje | Kwalifikacje | Ćwierćfinał | Ćwierćfinał | Półfinał                | Półfinał                | Finał                   | Finał                   |
| Zawodnik           | Konkurencja | Wynik        | Poz.         | Wynik       | Poz.        | Wynik                   | Poz.                    | Wynik                   | Poz.                    |
| ------------------ | ----------- | ------------ | ------------ | ----------- | ----------- | ----------------------- | ----------------------- | ----------------------- | ----------------------- |
| Oleksii Krasovskyi | Sprint      | 1:50.43      | 30 Q         | 1:49.8      | 5           | Nie zakwalifikował się  | Nie zakwalifikował się  | Nie zakwalifikował się  | Nie zakwalifikował się  |
| Oksana Shatalova   | Sprint      | 2:06.58      | 24 Q         | 2:05.1      | 4           | Nie zakwalifikowała się | Nie zakwalifikowała się | Nie zakwalifikowała się | Nie zakwalifikowała się |

Składy mieszane
| Zawodnik                                                              | Konkurencja                    | Finał     | Finał      | Finał |
| Zawodnik                                                              | Konkurencja                    | Czas      | Strzelanie | Poz.  |
| --------------------------------------------------------------------- | ------------------------------ | --------- | ---------- | ----- |
| Anastasiya Merkushyna Oksana Shatalova Maksym Ivko Oleksii Krasovskyi | Sztafeta mieszana z biathlonem | 1:08:48.9 | 4+10       | 14    |

### Kombinacja norweska
Chłopcy
| Zawodnik          | Konkurencja   | Skok   | Skok    | Bieg   | Bieg       | Razem   | Razem   |
| Zawodnik          | Konkurencja   | Punkty | Pozycja | Strata | Czas biegu | Czas    | Miejsce |
| ----------------- | ------------- | ------ | ------- | ------ | ---------- | ------- | ------- |
| Vitaliy Marchenko | Indywidualnie | 80.0   | 16      | 3:50   | 30:28.1    | 34:18.1 | 16      |

### Łyżwiarstwo figurowe
Chłopcy
| Zawodnik        | Konkurencja | Short program/Original dance | Short program/Original dance | Free skating/Free dance | Free skating/Free dance | Suma pkt. | Suma pkt. |
| Zawodnik        | Konkurencja | Punkty                       | Poz.                         | Punkty                  | Poz.                    | Punkty    | Poz.      |
| --------------- | ----------- | ---------------------------- | ---------------------------- | ----------------------- | ----------------------- | --------- | --------- |
| Jarosław Paniot | Soliści     | 36.04                        | 13                           | 96.51                   | 8                       | 132.55    | 9         |

Dziewczęta
| Zawodnik       | Konkurencja | Short program/Original dance | Short program/Original dance | Free skating/Free dance | Free skating/Free dance | Suma pkt. | Suma pkt. |
| Zawodnik       | Konkurencja | Punkty                       | Poz.                         | Punkty                  | Poz.                    | Punkty    | Poz.      |
| -------------- | ----------- | ---------------------------- | ---------------------------- | ----------------------- | ----------------------- | --------- | --------- |
| Darin Khussein | Solistki    | 39.77                        | 10                           | 69.54                   | 11                      | 109.31    | 9         |

Pary taneczne
| Zawodnik                              | Konkurencja   | Short program/Original dance | Short program/Original dance | Free skating/Free dance | Free skating/Free dance | Suma pkt. | Suma pkt. |
| Zawodnik                              | Konkurencja   | Punkty                       | Poz.                         | Punkty                  | Poz.                    | Punkty    | Poz.      |
| ------------------------------------- | ------------- | ---------------------------- | ---------------------------- | ----------------------- | ----------------------- | --------- | --------- |
| Ielizaveta Usmantseva Vladislav Lysoy | Pary sportowe | 34.81                        | 5                            | 60.54                   | 5                       | 95.35     | 5         |
| Ołeksandra Nazarowa Maksym Nikitin    | Pary taneczne | 57.44                        | 2                            | 74.24                   | 2                       | 131.68    |           |

Składy mieszane
| Zawodnik                                                                 | Konkurencja     | Chłopcy | Chłopcy | Chłopcy | Dziewczęta | Dziewczęta | Dziewczęta | Taniec | Taniec | Taniec | Suma pkt | Suma pkt |
| Zawodnik                                                                 | Konkurencja     | Wynik   | Poz.    | Pkt     | Wynik      | Poz.       | Pkt        | Wynik  | Poz.   | Pkt    | Pkt      | Poz.     |
| ------------------------------------------------------------------------ | --------------- | ------- | ------- | ------- | ---------- | ---------- | ---------- | ------ | ------ | ------ | -------- | -------- |
| Team 2 Jarosław Paniot Eveliina Viljanen Maria Simonova/Dmitri Dragun    | Zawody mieszane | 85.06   | 5       | 4       | 76.27      | 3          | 6          | 76.02  | 3      | 6      | 16       |          |
| Team 8 Timofei Novaikin Sindra Kriisa Ołeksandra Nazarowa/Maksym Nikitin | Zawody mieszane | 99.56   | 4       | 5       | 58.52      | 8          | 1          | 78.44  | 2      | 7      | 13       | 4        |

### Narciarstwo alpejskie
Chłopcy
| Zawodnik      | Konkurencja     | Finał   | Finał  | Finał       | Finał |
| Zawodnik      | Konkurencja     | Bieg 1  | Bieg 2 | Łączny czas | Poz.  |
| ------------- | --------------- | ------- | ------ | ----------- | ----- |
| Dmytro Mytsak | Slalom          | 46.30   | 44.34  | 1:30.64     | 26    |
| Dmytro Mytsak | Slalom gigant   | 1:03.03 | 59.88  | 2:02.91     | 28    |
| Dmytro Mytsak | Supergigant     |         |        | 1:08.89     | 27    |
| Dmytro Mytsak | Superkombinacja | 1:08.35 | 43.83  | 1:52.18     | 26    |

Dziewczęta
| Zawodnik             | Konkurencja     | Finał   | Finał   | Finał       | Finał |
| Zawodnik             | Konkurencja     | Bieg 1  | Bieg 2  | Łączny czas | Poz.  |
| -------------------- | --------------- | ------- | ------- | ----------- | ----- |
| Anastasiia Gorbunova | Slalom          | 48.73   | DNF     | DNF         | DNF   |
| Anastasiia Gorbunova | Slalom gigant   | 1:04.42 | 1:04.52 | 2:08.94     | 30    |
| Anastasiia Gorbunova | Supergigant     |         |         | 1:12.53     | 26    |
| Anastasiia Gorbunova | Superkombinacja | 1:12.84 | DNS     | DNS         | DNS   |

### Saneczkarstwo
Chłopcy
| Zawodnicy                        | Konkurencja | Finał   | Finał   | Finał    | Finał   |
| Zawodnicy                        | Konkurencja | Ślizg 1 | Ślizg 2 | Razem    | Miejsce |
| -------------------------------- | ----------- | ------- | ------- | -------- | ------- |
| Anton Dukach                     | Jedynki     | 39.890  | 40.052  | 1:19.942 | 4       |
| Yuriy Skyba                      | Jedynki     | 40.237  | 40.349  | 1:20.596 | 16      |
| Volodymyr Buryy Anatolii Lehedza | Dwójki      | 44.028  | DNS     | -        | -       |

Dziewczęta
| Zawodnicy       | Konkurencja | Finał   | Finał   | Finał    | Finał   |
| Zawodnicy       | Konkurencja | Ślizg 1 | Ślizg 2 | Razem    | Miejsce |
| --------------- | ----------- | ------- | ------- | -------- | ------- |
| Galyna Kurechko | Jedynki     | 41.107  | 40.916  | 1:22.023 | 13      |
| Ołena Stećkiw   | Jedynki     | 40.837  | 40.800  | 1:21.637 | 9       |

Zespołowo
| Zawodnik                                                    | Konkurencja      | Finał   | Finał      | Finał  | Finał        | Finał |
| Zawodnik                                                    | Konkurencja      | Chłopcy | Dziewczęta | Dwójki | Łączny wynik | Poz   |
| ----------------------------------------------------------- | ---------------- | ------- | ---------- | ------ | ------------ | ----- |
| Ołena Stećkiw Anton Dukach Volodymyr Buryy Anatolii Lehedza | Zawody drużynowe | 45.556  | 46.852     | 47.781 | 2:20.189     | 7     |

### Short track
Dziewczęta
| Zawodnik           | Konkurencja    | Ćwierćfinał | Ćwierćfinał | Półfinał        | Półfinał        | Finał           | Finał           |
| Zawodnik           | Konkurencja    | Czas        | Poz.        | Czas            | Poz.            | Czas            | Poz.            |
| ------------------ | -------------- | ----------- | ----------- | --------------- | --------------- | --------------- | --------------- |
| Mariya Dolgopolova | bieg na 500 m  | 49.624      | 2 Q         | 1:16.375        | 5 qB            | 50.545          | 4               |
| Mariya Dolgopolova | bieg na 1000 m | DNF         | DNF         | Did not advance | Did not advance | Did not advance | Did not advance |

Składy mieszane
| Zawodnik                                                    | Konkurencja       | Półfinał | Półfinał | Finał    | Finał |
| Zawodnik                                                    | Konkurencja       | Czas     | Poz.     | Czas     | Poz.  |
| ----------------------------------------------------------- | ----------------- | -------- | -------- | -------- | ----- |
| Team F Qu Chunyu Xu Hongzhi Mariya Dolgopolova Aydin Djemal | Sztafeta mieszana | 4:21.227 | 1 Q      | 4:24.665 |       |

### Skoki narciarskie
Chłopcy
| Zawodnik       | Konkurencja          | Runda 1   | Runda 1 | Runda 2   | Runda 2 | Razem  | Razem   |
| Zawodnik       | Konkurencja          | Odległość | Punkty  | Odległość | Punkty  | Punkty | Miejsce |
| -------------- | -------------------- | --------- | ------- | --------- | ------- | ------ | ------- |
| Serhiy Drozdov | konkurs indywidualny | 69.6m     | 107.6   | 68.0m     | 107.0   | 214.6  | 12      |